# Сельское поселение «Хадактинское»
Се́льское поселе́ние «Хадактинское» — муниципальное образование в Улётовском районе Забайкальского края Российской Федерации.
Административный центр — село Хадакта.

## История
Статус и границы сельского поселения установлены Законом Читинской области от 19 мая 2004 года «Об установлении границ, наименований вновь образованных муниципальных образований и наделении их статусом сельского, городского поселения в Читинской области».

## Население
| 2010  | 2011  | 2012  | 2013  | 2014  | 2015  | 2016  |
| ----- | ----- | ----- | ----- | ----- | ----- | ----- |
| 1339  | ↘1336 | ↗1340 | ↗1354 | ↘1349 | →1349 | ↘1325 |
| 2017  | 2018  | 2019  | 2020  | 2021  |       |       |
| ↘1303 | ↘1301 | ↘1281 | ↘1273 | ↘1093 |       |       |

## Состав сельского поселения
| № | Населённый пункт | Тип населённого пункта       | Население |
| - | ---------------- | ---------------------------- | --------- |
| 1 | Хадакта          | село, административный центр | ↘814      |
| 2 | Черемхово        | село                         | ↘437      |